# Pegadas de Happisburgh

Mapa mostrando a localização de Happisburgh durante o Pleistoceno Inferior, aproximadamente 800 000 anos atrás.

As pegadas de Happisburgh (em inglês: Happisburgh footprints) eram um conjunto de pegadas de hominídeos fossilizados que datam do início do Pleistoceno, há mais de 800 000 anos. Eles foram descobertos em maio de 2013 em uma camada de sedimentos recém-descoberta de Cromer Forest Bed em uma praia em Happisburgh em Norfolk, Inglaterra, e cuidadosamente fotografados em 3D antes de serem destruídos pela maré logo depois.
Os resultados da pesquisa sobre as pegadas foram anunciados em 7 de fevereiro de 2014 e as identificaram como as pegadas de hominídeos mais antigas conhecidas fora da África.
Antes da descoberta de Happisburgh, as pegadas mais antigas conhecidas na Grã-Bretanha estavam em Uskmouth, no sul de Gales, desde o Mesolítico e datado de carbono até 4 600 a.C. As pegadas de hominídeo mais antigas conhecidas na Europa foram as pegadas do Ciampate del Diavolo encontradas no vulcão Roccamonfina, na Itália, datadas de cerca de 350 000 anos atrás.
Ganhando o prêmio 'Rescue Dig of the Year' de 2015, a descoberta da pegada de Happisburgh chamou a atenção do público e foi apresentada em uma exposição no Museu de História Natural de Londres.